# Jan Sajíc
Jan Sajíc (31. prosince 1894 Veselí nad Lužnicí – 9. listopadu 1951 Praha) byl český divadelní dramaturg, ochotník, kritik, publicista a knihovník.

## Životopis
Jan Sajíc se narodil 31. prosince 1894 ve Veselí nad Lužnicí. Později odešel na Karlovu univerzitu, kde studoval slavistiku a dějiny literatury. Začal se věnovat překladům z němčiny, polštiny a francouzštiny, psal básně a publikoval do časopisů.
V květnu 1925 se oženil s Marií Adamovou. O měsíc později se páru narodila dcera Jana.
V roce 1920 školu úspěšně s doktorátem absolvoval. V následujícím roce nastoupil do Národní univerzitní knihovny, kde se stal po letech práce vrchním komisařem. V roce 1941 byl přeložen na ministerstvo školství a do knihovny se vrátil až po osvobození Československa. V knihovně působil jako neoficiální zástupce ředitele a pracoval v ní až do své smrti. Založil katalogy významných tuzemských i zahraničních míst, zpracoval tisíce kartotéčních lístků a sepsal dějiny pražského Klementina.
Ve 20. letech 20. století se začal věnovat divadlu. Psal divadelní hry a hrál jako ochotník. Od roku 1923 působil jako divadelní kritik Lidových novin.
V prosinci 1949 utrpěl infarkt myokardu, ale přesto se po novém roce vrátil do práce. Zemřel 9. listopadu 1951 v Praze v důsledku zdravotních problémů.